# École biblique
De École Biblique, tegenwoordig voluit École biblique et archéologique française de Jérusalem geheten is een aan de Bijbelwetenschap gewijde instelling voor hoger onderwijs in Jeruzalem. De school werd in 1890 door de Franse dominicaan Marie-Joseph Lagrange gesticht, in het klooster St. Etienne van de dominicanen in Jeruzalem. Sinds 1920 - toen het instituut onderdeel werd van de Académie des Inscriptions et Belles-Lettres - heeft het zijn huidige naam. Het instituut is gevestigd nabij de kerk waar vroeger de relieken van de H. Stefanus werden vereerd.
De school houdt zich bezig met Bijbelexegese in de ruimste zin van het woord. Ook de semitische talen, christelijke archeologie, de Assyriologie, de Egyptologie en (onderdelen van) de Oude Geschiedenis worden door de school bestudeerd. Sinds 1892 geeft de school het tijdschrift Revue Biblique uit, dat als maatgevend geldt in de (katholieke) Bijbelwetenschap. De school was betrokken bij de vertaling van de Dode Zee-rollen.
De onderzoeksactiviteiten van de dominicanen werden aanvankelijk met argusogen gevolgd door de Heilige Stoel. Met name onder paus Pius X, die meende in de werkzaamheden van de École modernistische trekken te ontwaren (vooral het betrekken van allerlei hulpwetenschappen bij de Bijbelwetenschap, werd suspect gevonden). De oprichting van de - rechtstreeks onder de Romeinse Curie ressorterende Pauselijke Bijbelcommissie moet gezien worden als een reactie op de oprichting van de Jeruzalemse School. De Bijbelcommissie werd vooral bemand door jezuïeten die met de dominicanen in zekere spanning leefden met betrekking tot de vraag wat authentieke katholieke Bijbeluitleg kon worden genoemd. Pas met de encycliek Divino Afflante Spiritu, van paus Pius XII uit 1943 nam die spanning af.
De École bezorgde de zogenaamde Jeruzalembijbel, een - naar de modernste inzichten vervaardigde - vertaling van de Bijbel in het Frans, die in eerste druk verscheen in 1956.